# Adrien Sibomana
Adrien Sibomana (né le 4 septembre 1953 à Bukeye, Muramvya), est une personnalité politique burundaise

## Biographie

### Carrière politique
Il est Premier ministre du Burundi du 19 octobre 1988 au 10 juillet 1993. Il était membre de l'UPRONA. Il est d'ethnie hutu et a été nommé par le président tutsi Pierre Buyoya dans une tentative infructueuse d'apaiser les Hutus en leur donnant quelques postes gouvernementaux clés. Sibomana a été le premier Premier ministre hutu depuis 1973 et avait auparavant été gouverneur de la province de Muramvya.
Lors de sa retraite, il s'implique fortement dans le développement de l'agriculture biologique au Burundi. Il est notamment membre actif du label biologique KiliMohai d'Afrique de l'Est, qui fait partie d'IFOAM. Il déclare être engagé dans l'agriculture biologique depuis 2011.